# Antonius de Monte Ulmi
Antoine de Montolmo (Antonius de Monte Ulmi), mort après 1396, est un auteur d'ouvrages sur l'astrologie et la magie.

## Biographie
Il est né au XIVe siècle, à Monte Olmo (Montolmo, Ulmi) dans le Picenum (sur la côte Adriatique au Sud d'Ancône, en Italie). Il est docteur ès arts, en philosophie et en médecine. Il exerce comme professeur de grammaire à l'Université de Bologne en 1360. En 1384, il obtient la chaire d'astrologie, celle qu'occupait auparavant Cecco d'Ascoli, brûlé sur un bûcher à Florence en 1327. On le retrouve professeur de philosophie et de médecine à l'Université de Padoue en 1393. L'année suivante, il termine à Mantoue un Traité sur la façon de faire des horoscopes, très important au XVIe siècle, car il contient les horoscopes de nombreux personnages historiques, comme l'empereur Charles IV.

## Magie
« La cosmologie d'Antoine de Montolmo reproduit celle d'Aristote et de Ptolémée, telle que Johannes de Sacrobosco l'a élaborée dans sa Sphaera, et en tenant compte de la croyance chrétienne dans un Paradis et un Enfer peuplés d'anges et de démons. Cette vision est très composite dans le sens que ces entités angéliques ou démoniaques exercent leur influence selon leur position astrologique, mais résident au-dessous des cieux, des constellations et des planètes et sont douées de leur propre nature les liant à l'un ou à l'autre des péchés, comme à la luxure ou à la gourmandise. Loin d'être les moteurs des cieux, elles en dépendent. En d'autres termes, Antoine effectue un singulier syncrétisme entre les images astrologiques de la magie hermétique 'abominable', la magie angélique salomonienne 'détestable', les principes de l'astrologie de Ptolémée et la démonologie chrétienne d'après laquelle les démons sont séparés des planètes, en accord avec la doctrine de la magie 'naturelle' de Guillaume d'Auvergne ».

### Œuvres
- Traité sur la façon de faire des horoscopes (1394) : édition augmentée par Regiomontanus en 1540 : De judiciis nativitatum liber praeclarissimus
- De occultis et manifestis, sive Liber intelligentiarum, édi. et trad. anglaise par N. Weill-Parot et Julien Véronèse, in Claire Fanger, Invoking Angels, University Park, Pennsylvania State University Press, coll. "Magic in History", 2011.
- Glosa super imagines duodecim signorum Hermetis, édi. par N. Weill-Parot, "Antonio da Montolmo et la magie hermétique", in P. Lucentini, Hermetism from Late Antiquity to Humanism, Turnhout (Belgique), Brepols, p. 545-568.

### Études
- Thorndike, A History of Magic and Experimental Science, t. III, p. 602-610.
- Graziella Federici Vescovini, Le Moyen âge magique, trad., Vrin, 2011, p. 218-228.
- Nicolas Weill-Parot, "Antonio da Montolmo et la magie hermétique", in P. Lucentini et alii, Hermetism from Late Antiquity to Humanism (2001), Turnhout, Brepols, 2003, p. 545-568.